# Savëlovskaja (linea 9)
Savëlovskaja (in russo Савёловская?) è una stazione della Metropolitana di Mosca situata sulla Linea Serpuchovsko-Timirjazevskaja. Fu inaugurata il 31 dicembre 1988 ed è stata il capolinea nord della linea fino alla sua ulteriore estensione nel 1991.
Si trova a 52 metri di profondità e l'ingresso si trova nella piazza della stazione ferroviaria Savelovskij, da cui prende nome; a causa della sua presenza, la fermata della metropolitana è abbastanza frequentata, in quanto fornisce l'interscambio con i treni che si dirigono a nord di Mosca (Russia), incluso l'Aeroporto di Mosca-Šeremet'evo.
Il 30 dicembre 2018 viene aperta anche la stazione omonima posta lungo la linea 11, fungendo così da interscambio tra le due linee.